# Velika loža Španije
Velika loža Španije je prostozidarska velika loža v Španiji, ki je bila ustanovljena 6. novembra 1982 v Madridu.
Združuje 93 lož, ki imajo skupaj 2.000 članov.